# Pellionia
Pellionia är ett släkte av nässelväxter. Pellionia ingår i familjen nässelväxter.

## Bildgalleri

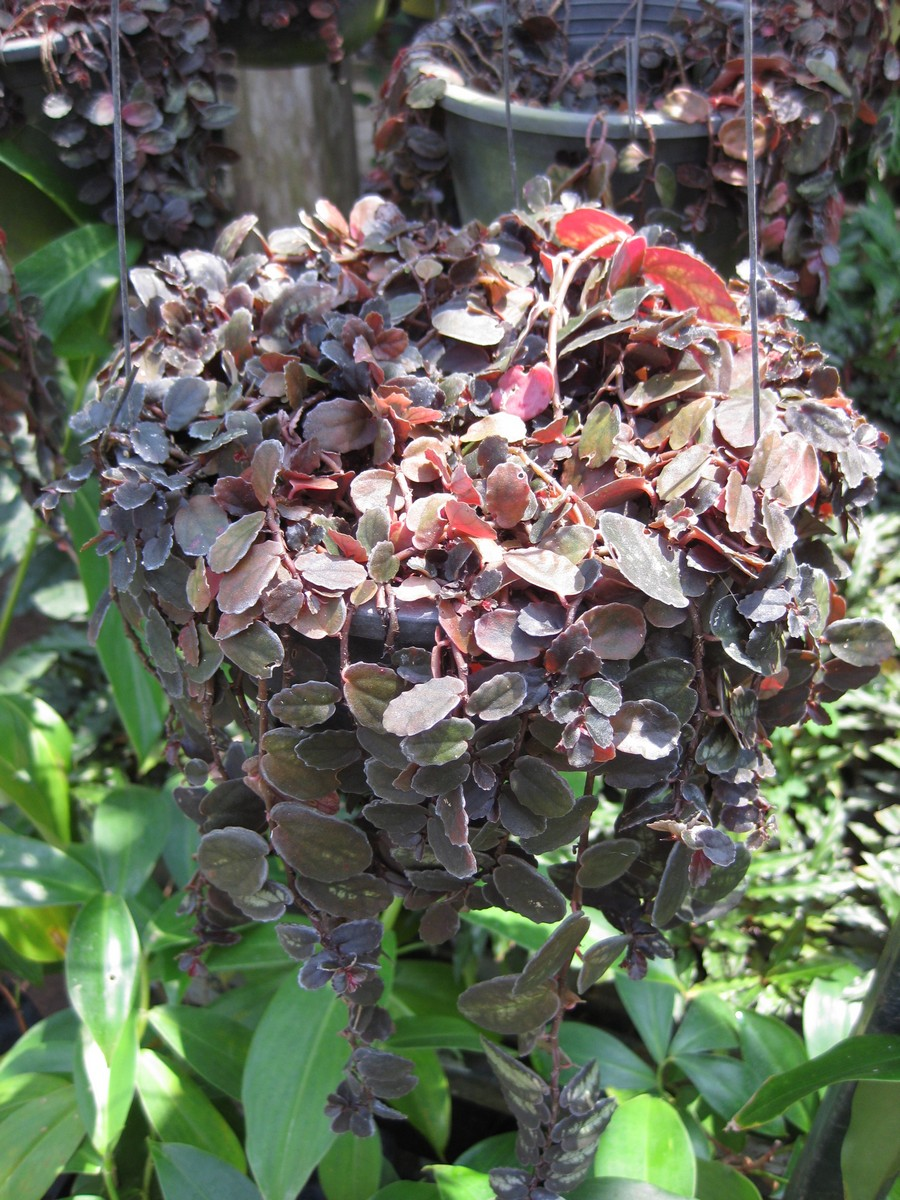
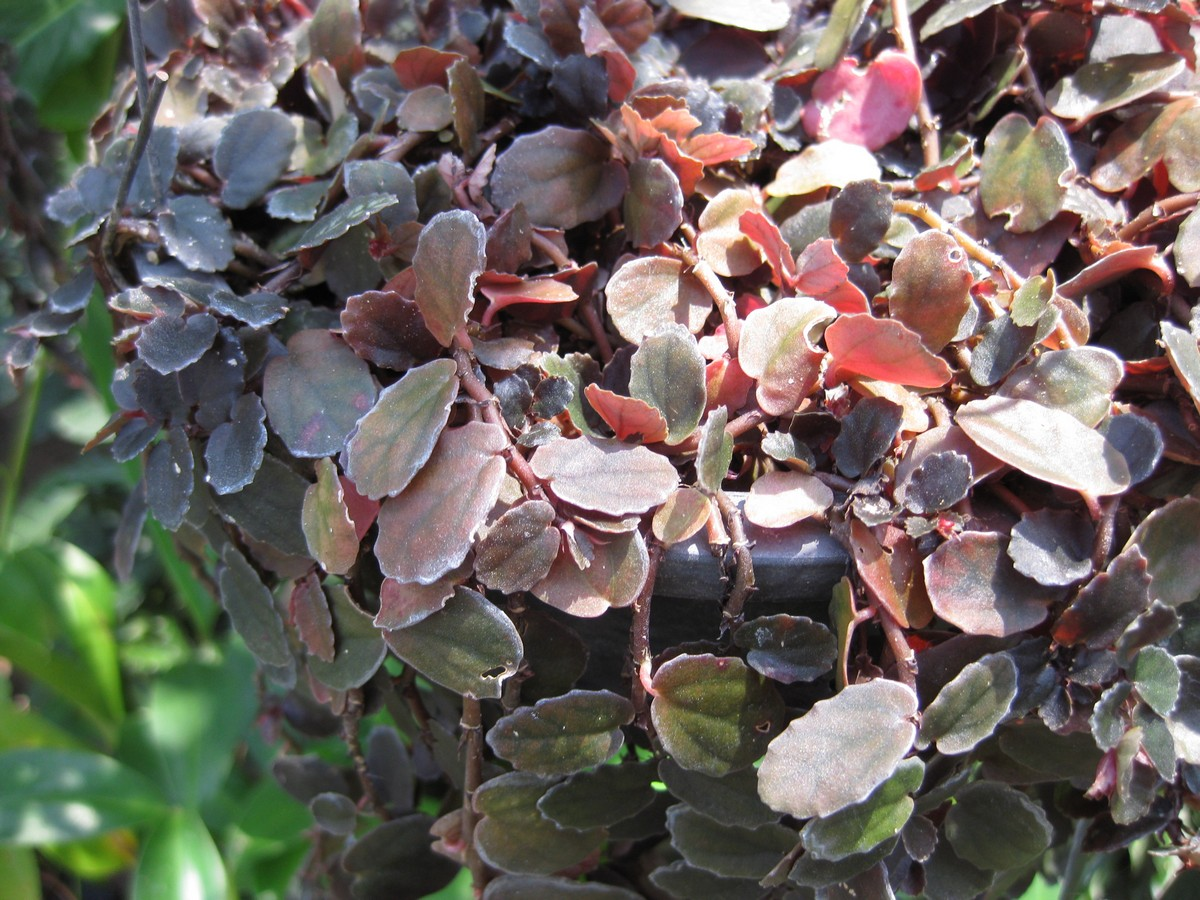
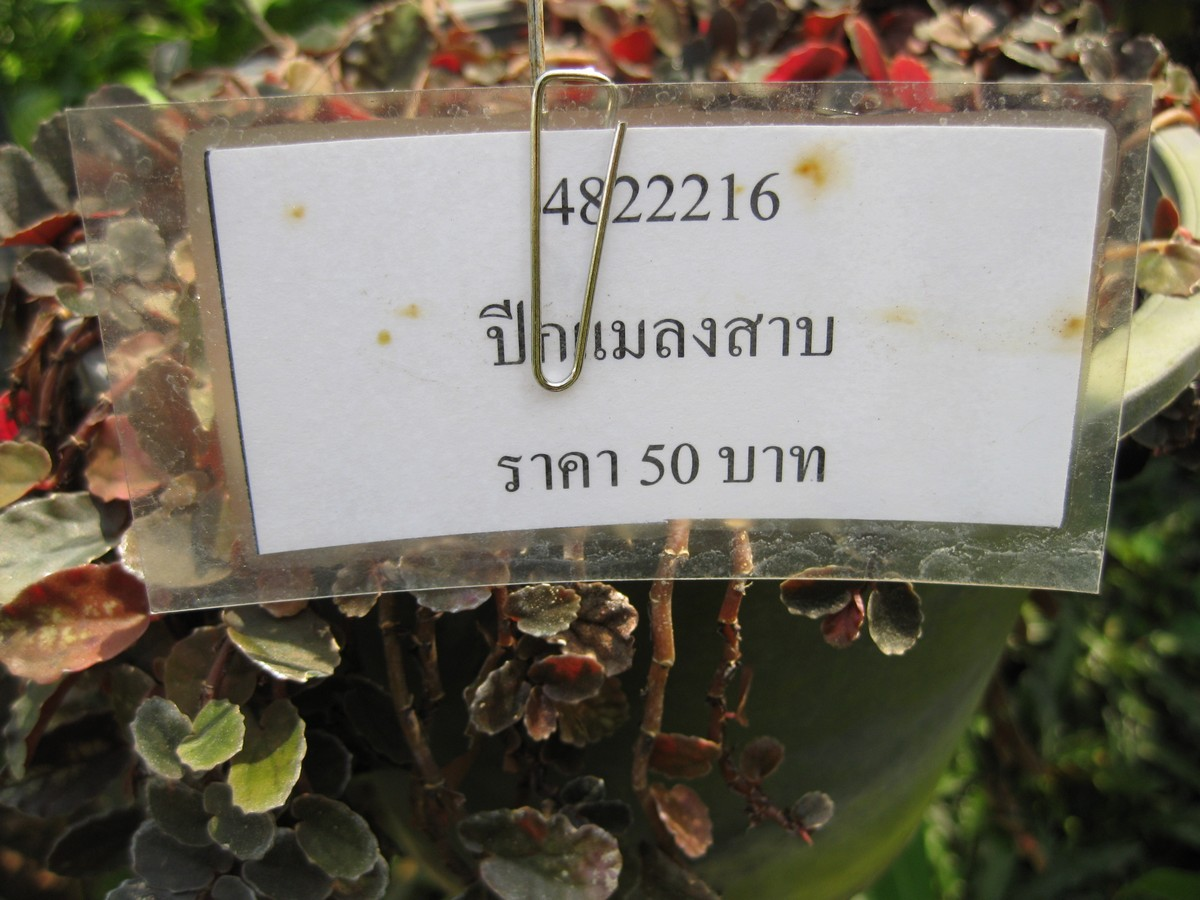
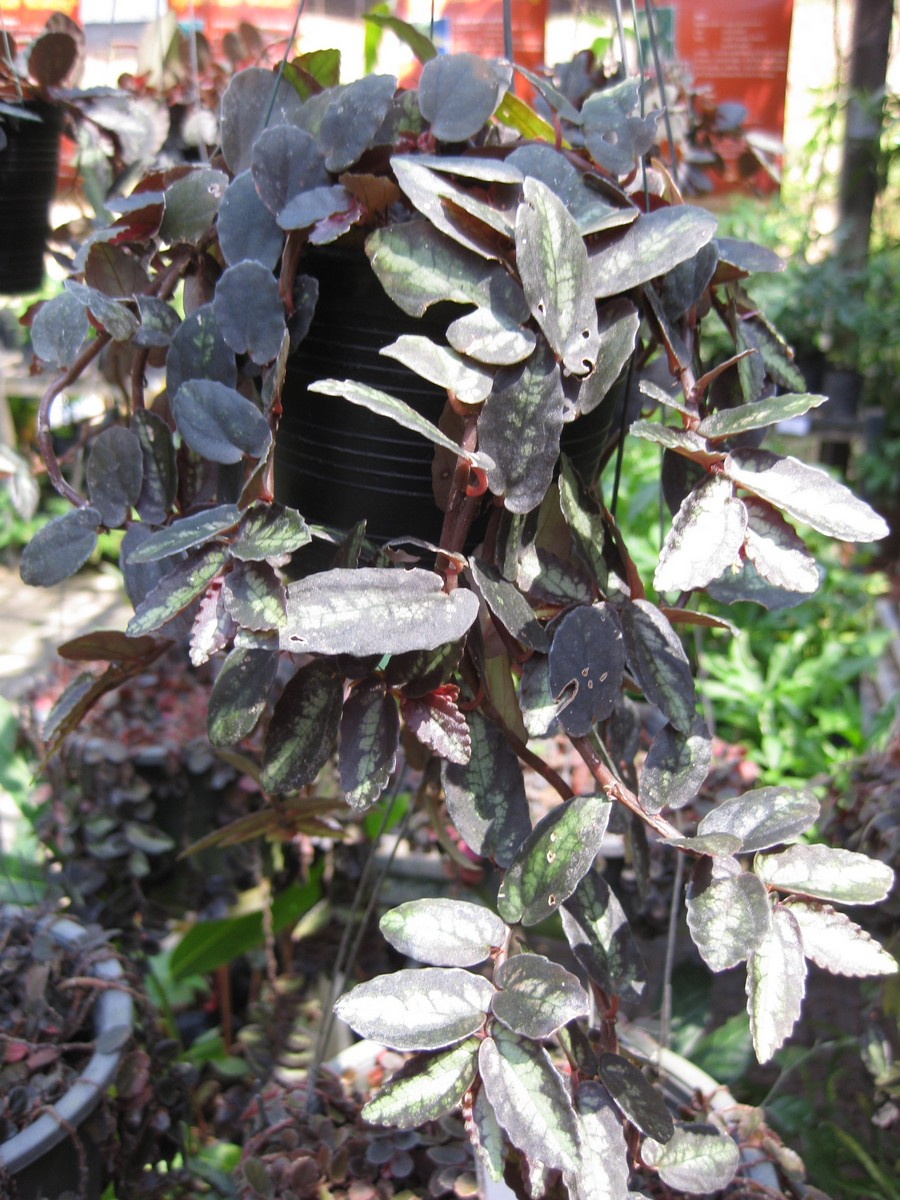
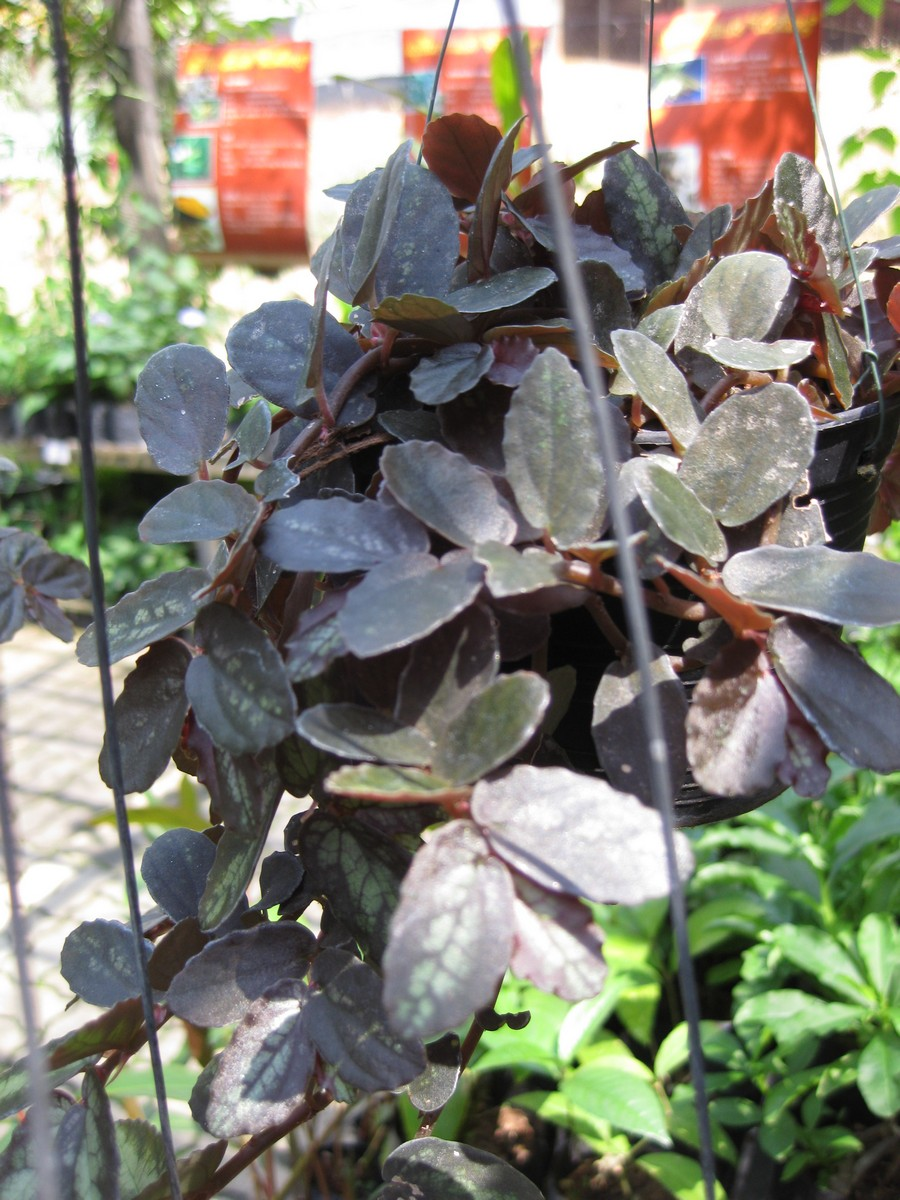
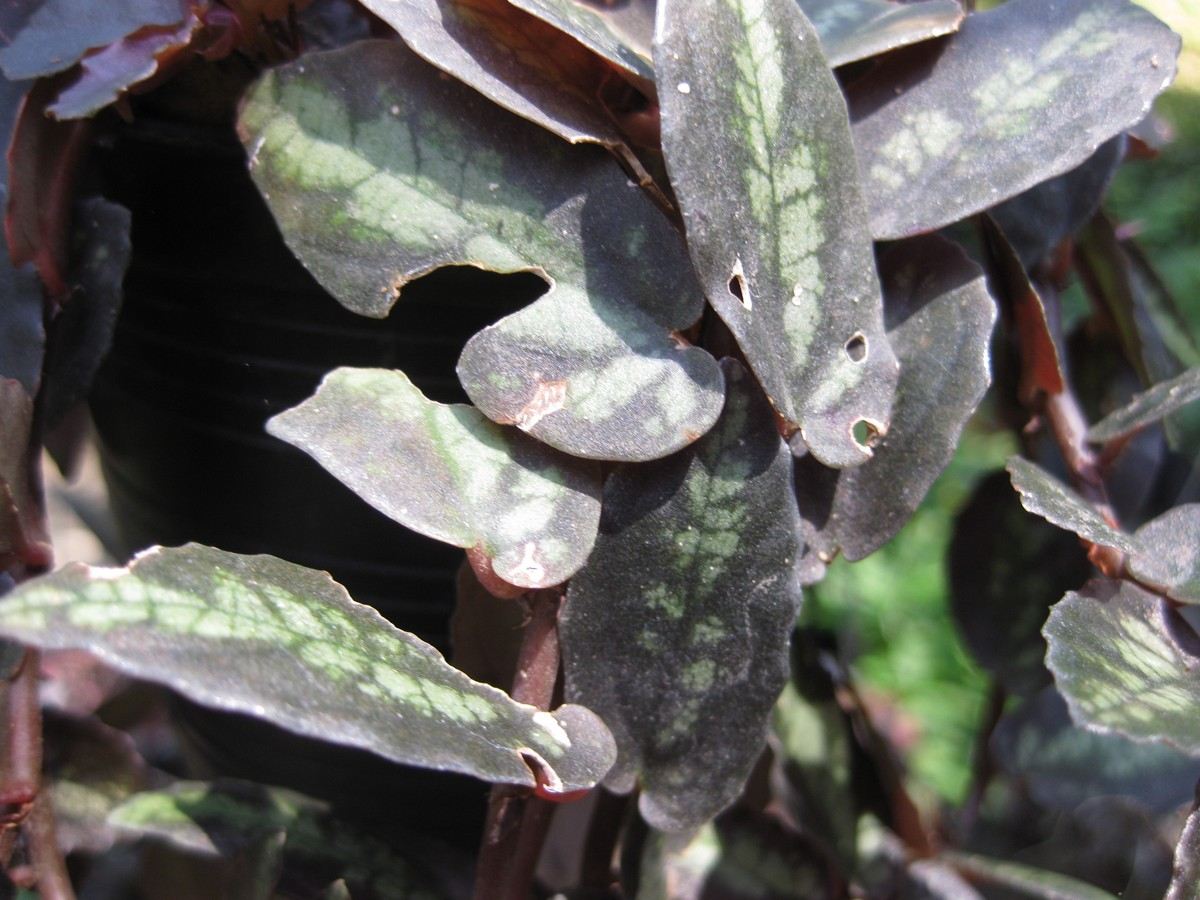

## Dottertaxa tillPellionia, i alfabetisk ordning[1]
- Pellionia acutidentata
- Pellionia angulare
- Pellionia backanensis
- Pellionia biakense
- Pellionia brachyceras
- Pellionia brevifolia
- Pellionia caulialata
- Pellionia cauliflorum
- Pellionia chapaensis
- Pellionia cochinchinensis
- Pellionia cristulata
- Pellionia curvitepalum
- Pellionia donglanensis
- Pellionia eberhardtii
- Pellionia eludens
- Pellionia filicinum
- Pellionia fruticosa
- Pellionia fruticulosum
- Pellionia grammicum
- Pellionia grijsii
- Pellionia hallieri
- Pellionia heteroloba
- Pellionia heyneana
- Pellionia hoelscherianum
- Pellionia hoffmannianum
- Pellionia inamoenum
- Pellionia incisoserrata
- Pellionia inconstans
- Pellionia insignis
- Pellionia jabiense
- Pellionia janowskyi
- Pellionia japonica
- Pellionia kabayensis
- Pellionia kietanum
- Pellionia kochii
- Pellionia lamii
- Pellionia lanceolatum
- Pellionia latifolia
- Pellionia leiocarpa
- Pellionia longipedunculata
- Pellionia longipetiolata
- Pellionia longzhouensis
- Pellionia macroceras
- Pellionia macrophylla
- Pellionia mafuluense
- Pellionia mesargyrea
- Pellionia minutiflorum
- Pellionia novae-britanniae
- Pellionia pachypoda
- Pellionia paramelanum
- Pellionia paucidentata
- Pellionia pauciflora
- Pellionia pauperatum
- Pellionia pellionianum
- Pellionia peltata
- Pellionia procridifolia
- Pellionia radicans
- Pellionia retrohispida
- Pellionia robusta
- Pellionia ronganensis
- Pellionia scabra
- Pellionia stenurum
- Pellionia subpeltata
- Pellionia sumatrana
- Pellionia tenuicuspis
- Pellionia tetramera
- Pellionia tonkinensis
- Pellionia trichosantha
- Pellionia umbellata
- Pellionia undulatum
- Pellionia vanhasseltii
- Pellionia warburgii
- Pellionia weinlandii
- Pellionia velutinum
- Pellionia veronicoides
- Pellionia viridis
- Pellionia vittata
- Pellionia yosiei
- Pellionia yunnanense